# Mario Matt
Mario Matt (* 9. dubna 1979, Flirsch, Rakousko) je bývalý rakouský lyžař, olympijský vítěz ve slalomu na ZOH v Soči v roce 2014 a trojnásobný mistr světa.
Své první závody ve Světovém poháru vyhrál 23. ledna 2000, celkově jich vyhrál 12. Specializoval se zejména na točivé disciplíny.
Olympijské medaile získali i jeho mladší bratři. Andreas Matt byl druhý ve skikrosu na ZOH 2010 ve Vancouveru a Michael Matt má bronz ze slalomu na ZOH 2018 v Pchjongčchangu. 

## Vítězství v Světovém poháru
| Datum             | Místo                  | Disciplína      |
| ----------------- | ---------------------- | --------------- |
| 23. leden 2000    | Kitzbühel              | Slalom          |
| 9. březen 2000    | Schladming             | Slalom          |
| 19. prosinec 2000 | Madonna di Campiglio   | Slalom          |
| 26. listopad 2001 | Aspen                  | Slalom          |
| 13. březen 2005   | Lenzerheide            | Slalom          |
| 14. leden 2007    | Wengen                 | Super-Kombinace |
| 25. únor 2007     | Garmisch-Partenkirchen | Slalom          |
| 4. březen 2007    | Kranjska Gora          | Slalom          |
| 6. leden 2008     | Adelboden              | Slalom          |
| 22. leden 2008    | Schladming             | Slalom          |
| 17. únor 2008     | Záhřeb                 | Slalom          |
| 14. březen 2009   | Åre                    | Slalom          |
| 27. února 2011    | Bansko                 | Slalom          |
| 6. března 2011    | Kranjska Gora          | Slalom          |
| 15. prosince 2014 | Val d'Isere            | Slalom          |

## Umístění ve Světovém poháru
| Sezóna / Pořadí | Sezóna / Pořadí | Celkově | Celkově | Sjezd  | Sjezd | Super G | Super G | Obr.slalom | Obr.slalom | Slalom | Slalom | Kombinace | Kombinace |
| --------------- | --------------- | ------- | ------- | ------ | ----- | ------- | ------- | ---------- | ---------- | ------ | ------ | --------- | --------- |
| Sezóna / Pořadí | Sezóna / Pořadí | Pořadí  | Body    | Pořadí | Body  | Pořadí  | Body    | Pořadí     | Body       | Pořadí | Body   | Pořadí    | Body      |
| 1999/00         | 1999/00         | 23.     | 384     | –      | –     | –       | –       | –          | –          | 4.     | 384    | –         | -         |
| 2000/01         | 2000/01         | 17.     | 406     | –      | –     | –       | –       | –          | –          | 3.     | 406    | –         | -         |
| 2001/02         | 2001/02         | 29.     | 287     | –      | –     | –       | –       | 37.        | 20         | 8.     | 267    | –         | -         |
| 2002/03         | 2002/03         | 91.     | 46      | –      | –     | –       | –       | –          | –          | 35.    | 46     | –         | -         |
| 2003/04         | 2003/04         | 23.     | 352     | –      | –     | –       | –       | –          | –          | 6.     | 352    | –         | -         |
| 2004/05         | 2004/05         | 29.     | 294     | –      | –     | –       | –       | –          | –          | 6.     | 294    | –         | -         |
| 2005/06         | 2005/06         | 36.     | 230     | –      | –     | –       | –       | 23.        | 76         | 16.    | 136    | 32.       | 18        |
| 2006/07         | 2006/07         | 5.      | 744     | –      | –     | –       | –       | 25.        | 42         | 2.     | 600    | 11.       | 102       |
| 2007/08         | 2007/08         | 10.     | 594     | –      | –     | –       | –       | 15.        | 132        | 4.     | 427    | 29.       | 35        |
| 2008/09         | 2008/09         | 29.     | 299     | –      | –     | –       | –       | 40.        | 17         | 7.     | 282    | –         | -         |